# Prvenstvo ZNP 1932-1933
Il Prvenstvo Zagrebačkog nogometnog podsaveza 1932./33. (it. "Campionato della sottofederazione calcistica di Zagabria 1932-33") fu la quattordicesima edizione del campionato organizzato dalla Zagrebački nogometni podsavez (ZNP), la ventesima in totale, contando anche le 4 edizioni del Prvenstvo grada Zagreba (1918-1919) e le 2 del campionato del Regno di Croazia e Slavonia (1912-1914, composto esclusivamente da squadre di Zagabria).
Il torneo, chiamato 1. razred ("Prima classe"), fu vinto dal Viktorija Zagabria, al suo secondo titolo nella ZNP.
Il campionato era diviso era diviso fra le squadre di Zagabria città (divise in 4 divisioni chiamate razred) e quelle della provincia (divise in varie parrocchie, župe). La vincitrice della 1. razred veniva ammessa al Državno prvenstvo (il campionato nazionale) ed inoltre disputava la finale sottofederale contro la vincente del campionato provinciale.

## Struttura
I termini "in casa" e "in trasferta" non hanno senso perché pochi club avevano un proprio stadio. Tutte le partite sono state giocate negli unici 4 stadi di Zagabria: Koturaška cesta (del Građanski), Maksimir (del HAŠK), Tratinska cesta (del Concordia) e Miramarska cesta (del Viktorija e dello Željezničar).
| 1º livello | 1/A razred | 6 squadre  |
| 2º livello | 1/B razred | 10 squadre |
| 3º livello | 2. razred  | 10 squadre |
| 4º livello | 3. razred  | 10 squadre |

## Stagione

### Inizio
```
20.11.1932: Viktorija-Građanski 2-0, Concordia-Željezničar 3-0, HAŠK-Šparta 3-1
27.11.1932: HAŠK-Concordia 3-1, Građanski-Željezničar 6-0, Viktorija-Šparta 2-0
04.12.1932: Concordia-Šparta 2-1
11.12.1932: Građanski-Concordia 2-1, Željezničar-Šparta 1-0, HAŠK-Viktorija 6-1
19.03.1933: Viktorija-Željezničar 3-2
```

```
Dopo il girone d'andata, Građanski, Concordia e HAŠK vanno a competere nel 
Državno prvenstvo 1932-1933
. I loro risultati vengono annullati ed il torneo continua con le rimanenti 3 squadre.
[
3
]
```

|                   | Pos. | Squadra              | Pt | G | V | N | P | GF | GS | QR    |
| ----------------- | ---- | -------------------- | -- | - | - | - | - | -- | -- | ----- |
|                   | 1.   | HAŠK Zagabria        | 8  | 4 | 4 | 0 | 0 | 13 | 3  | 4,333 |
|                   | 2.   | Građanski Zagabria   | 6  | 4 | 3 | 0 | 1 | 11 | 4  | 2,750 |
|                   | 3.   | Concordia Zagabria   | 4  | 4 | 2 | 0 | 2 | 7  | 6  | 1,166 |
|                   | 4.   | Viktorija Zagabria   | 4  | 3 | 2 | 0 | 1 | 5  | 6  | 0,833 |
|                   | 5.   | Željezničar Zagabria | 2  | 4 | 1 | 0 | 3 | 1  | 10 | 0,100 |
|                   | 6.   | Šparta Zagabria      | 0  | 5 | 0 | 0 | 5 | 3  | 11 | 0,272 |
| Fonte: exyufudbal |      |                      |    |   |   |   |   |    |    |       |

### Conclusione
```
02.04.1933: Željezničar-Šparta 2-0
09.04.1933: Željezničar-Viktorija 1-0
23.04.1933: Viktorija-Šparta 3-0
```

|                   | Pos. | Squadra              | Pt | G | V | N | P | GF | GS | QR    |
| ----------------- | ---- | -------------------- | -- | - | - | - | - | -- | -- | ----- |
|                   | 1.   | Viktorija Zagabria   | 6  | 4 | 3 | 0 | 1 | 8  | 3  | 2,666 |
|                   | 2.   | Željezničar Zagabria | 6  | 4 | 3 | 0 | 1 | 6  | 3  | 2,000 |
|                   | 3.   | Šparta Zagabria      | 0  | 4 | 0 | 0 | 4 | 0  | 8  | 0,000 |
| Fonte: exyufudbal |      |                      |    |   |   |   |   |    |    |       |

Legenda:
      Campione della ZNP ed ammesso alle qualificazioni al Državno prvenstvo 1933-1934.
      Retrocessa nella divisione inferiore.
Note:
Due punti a vittoria, uno a pareggio, zero a sconfitta.

## Provincia
In questa stagione nasce la sottofederazione di Banja Luka. Infatti, Il 12 marzo 1933, nei locali dell'hotel "Bosna" a Banja Luka, con la partecipazione dei delegati di tutte le squadre della Banovina del Vrbas, i club della VIII župa della sottofederazione di Zagabria creano una nuova sottofederazione indipendente. Nella seconda sessione, il 20 marzo 1933, si decide la BLP sarà la continuazione della VIII župa.
Il campionato provinciale è stato vinto dal Segesta.

## Finale sottofederale
| Squadra 1          | Risultato   | Squadra 2 |
| ------------------ | ----------- | --------- |
| Viktorija Zagabria | 7 – 3 4 – 1 | Segesta   |